# Yılmaz Erdoğan
Pour les articles homonymes, voir Erdoğan.
Yılmaz Erdoğan est un acteur, réalisateur, scénariste et producteur turc d'origine kurde, né le 4 novembre 1967 à Hakkari (Anatolie orientale).
Il a, entre autres, interprété le rôle de Mükremin dans la pièce Bir demet tiyatro et réalisé les films Les Affaires organisées (Organize isler) et Le Rêve du papillon (Kelebeğin Rüyası).

## Filmographie

### Comme réalisateur
- 2001 : Vizontele, coréalisé avec Ömer Faruk Sorak
- 2004 : Vizontele Tuuba
- 2005 : Les Affaires organisées (Organize isler)
- 2009 : Neseli hayat
- 2013 : Le Rêve du papillon (Kelebeğin Rüyası)

### Comme acteur
- 2001 : Vizontele de lui-même et Ömer Faruk Sorak
- 2004 : Vizontele Tuuba de lui-même
- 2005 : Les Affaires organisées (Organize isler) de lui-même
- 2009 : Neseli hayat de lui-même
- 2011 : Il était une fois en Anatolie de Nuri Bilge Ceylan
- 2012 : La Saison des Rhinocéros (فصل کرگدن, Fasle kargadan) de Bahman Ghobadi
- 2014 : Pek Yakında de Cem Yılmaz
- 2014 : La Promesse d'une vie de Russell Crowe
- 2015 : Bana Masal Anlatma de Burak Aksak
- 2021 : Le Secret des lucioles de[Qui ?]